# Valienolo
Il valienolo (o streptolo) è un alcol polivalente (o poliolo); è in particolare un ciclitolo (ovvero un cicloalcano contenente almeno tre gruppi idrossilici -OH, ciascuno legato ad un differente atomo di un anello di atomi di carbonio), simile in struttura molecolare alla valienammina.